# Max Henze
Max Henze (Köthen, 23 settembre 1899 – Bydgoszcz, 10 marzo 1951) è stato un generale e poliziotto tedesco, SS-Brigadeführer a capo della polizia di Kassel, Bydgoszcz, Danzica ed Essen. Alla fine della seconda guerra mondiale fu giustiziato in Polonia per crimini di guerra e crimini contro l'umanità.

## Biografia
Nacque a Köthen, dopo aver completato gli studi si offrì volontario per il servizio militare nell'esercito imperiale tedesco nel 1917. Durante la prima guerra mondiale prestò servizio nel reggimento di fanteria di riserva 24 e nel reggimento di fanteria 396. Gasato e ferito due volte, si guadagnò la Croce di Ferro di seconda classe e il distintivo per feriti di ferro. Alla fine della guerra fu congedato. Nei primi mesi del 1919 prestò servizio come fuciliere presso la batteria di difesa costiera di Cuxhaven. Dopo un apprendistato lavorò come impiegato commerciale dall'ottobre 1919 al 1932. Dal febbraio 1923 alla primavera del 1926 fece parte della milizia paramilitare Freikorps Roßbach.

### Carriera
Si unì al partito nazista il 1º aprile 1928 (nº 80.481). Come uno dei primi membri del partito, in seguito gli sarà assegnato il distintivo d'oro del partito, divenne membro delle SS il 7 giugno 1927 (nº 1.167). Nominato SS-Untersturmführer il 14 ottobre 1929, avanzò di grado, comandando unità di compagnia e battaglione per i successivi due anni. Dal 18 ottobre 1931 al 22 luglio 1932 prestò servizio come primo comandante della 6ª SS-Standarte, con sede a Berlino. Il 7 agosto 1932 succedette all'SS-Gruppenführer Kurt Daluege come comandante dell'SS-Abschnitt III, anch'esso con sede a Berlino e supervisionando sei SS-Standarten. Nel 1933 fu a capo della prigione Columbia-Haus dove furono imprigionati centinaia di oppositori del regime. Fu trasferito il 20 febbraio 1934 al comando dell'SS-Abschnitt XV ad Altona dove rimase fino al 25 agosto 1934. Successivamente fu nominato ufficiale con incarico speciale nell'ufficio del Reichsführer-SS Heinrich Himmler. Nel marzo 1935 seguì l'incarico presso l'SS-Oberabschnitt "Ost" a Berlino fino all'aprile 1936. Nel gennaio 1937, quando fu fondato lo SS-Oberabschnitt "Fulda-Werra", ottenne un posto presso il quartier generale di Arolsen, rimanendo fino al novembre 1938 quando fu assegnato al Sicherheitsdienst Hauptamt dell'SS-Gruppenführer Reinhard Heydrich, un ufficio che sarebbe poi diventato parte del famigerato Reichssicherheitshauptamt del Reich.
Sempre nel gennaio 1937, fu nominato presidente ad interim della polizia di Kassel, posizione che fu resa permanente in ottobre. Quando la sinagoga di Kassel fu attaccata e bruciata il 7 novembre 1938, uno dei primi eventi successivi alla notte dei cristalli, fu a capo delle forze di sicurezza della città: oltre alla sinagoga, furono saccheggiate e distrutte una ventina di negozi di proprietà ebraica. Secondo quanto riferito, la polizia "è rimasta a guardare e non ha fatto nulla. Un testimone oculare ricordava di aver visto il commissario di polizia di Kassel osservare passivamente le violenze".
Fu attivo anche in politica, eletto membro del Landtag prussiano il 24 aprile 1932, prestò servizio fino alla sua abolizione nel gennaio 1934. Il 12 novembre 1933 fu eletto deputato al Reichstag nella circoscrizione elettorale 2 (Berlino) dove rimase in servizio fino alla caduta del regime nazista. Il 17 maggio 1935 divenne consigliere comunale per il distretto di Berlino-Weißensee.

## Seconda guerra mondiale
Dopo l'invasione tedesca della Polonia nel settembre 1939, Henze lasciò il suo posto di comando della polizia di Kassel e fu temporaneamente nominato capo della polizia di Bromberg, in questa veste fu coinvolto nei rastrellamenti e nelle esecuzioni sommarie dell'intellighenzia e del clero polacchi. Ciò fu seguito dalla nomina a presidente della polizia di Danzica il 1º aprile 1940. Nell'ottobre 1941 lasciò Danzica quando fu nominato presidente ad interim della polizia di Essen, diventando permanente nel luglio 1942. Gli fu conferito il titolo di Generalmajor der polizei nel 1944 e rimase nella sede di Essen per il resto degli anni della guerra.
Dopo la sua cattura nel 1945, Henze fu internato dagli inglesi a Recklinghausen e Amburgo e poi estradato in Polonia nel 1947. Fu processato dall'8 ottobre al 4 novembre 1949 per i crimini commessi durante il suo mandato come capo della polizia di Bromberg e Danzica, insieme all'SS-Obergruppenführer Richard Hildebrandt, a sua volta SS- und Polizeiführer a Danzica. Al termine del processo, Henze e Hildebrandt furono entrambi condannati a morte dal tribunale di Bydgoszcz, le sentenze furono confermate dalla Corte Suprema Polacca a Varsavia il 25 novembre 1950. Il presidente polacco Bolesław Bierut negò la richiesta di clemenza e confermò la sentenze del 3 dicembre. Hildebrandt e Henze furono entrambi impiccati nel carcere di Bydgoszcz il 10 marzo 1951.